# Babuk (distrikt)
Babuk (bulgariska: Бабук) är ett distrikt i Bulgarien.   Det ligger i kommunen Obsjtina Silistra och regionen Silistra, i den nordöstra delen av landet, 300 kilometer öster om huvudstaden Sofia.
Trakten runt Babuk består till största delen av jordbruksmark. Runt Babuk är det glesbefolkat, med 15 invånare per kvadratkilometer.